# Nicolás Medina (Fußballspieler, 1982)
Nicolás Rubén Medina (* 17. Februar 1982 in Buenos Aires) ist ein argentinischer Fußballspieler.

## Vereinskarriere
Medina spielte zwischen 1997 und 2001 bei Argentinos Juniors und wechselte zur Saison 2001/02 für 3,5 Millionen Pfund zum FC Sunderland in die englische Premier League. Dort konnte sich der junge Mittelfeldspieler nie durchsetzen und wurde zu einem der teuersten Fehleinkäufe der Vereinsgeschichte. In zwei Jahren kam er nur zu einem einzigen Einsatz in der ersten Mannschaft Sunderlands, in einem FA-Cup-Spiel gegen die Bolton Wanderers wurde er eingewechselt. 2003 wurde er für ein Jahr an den spanischen Club CD Leganés in die Segunda División B verliehen, ehe er Sunderland verließ und sich für eine Saison dem spanischen Zweitligisten Real Murcia anschloss. 2005 kehrte er nach Argentinien zurück und war dort seitdem für diverse Klubs im Einsatz.

## Nationalmannschaft
Medina war Stammspieler der U20-Nationalmannschaft während der Junioren-Weltmeisterschaft 2001 im eigenen Land als der Titelgewinn gelang. 2004 war Medina Ergänzungsspieler im Kader der argentinischen Olympiaauswahl, die in Athen Olympiasieger wurde.
Seinen bislang einzigen Einsatz in der A-Nationalmannschaft Argentiniens hatte Medina am 5. September 2004, als er im WM-Qualifikationsspiel gegen Peru in der 82. Minute für Carlos Tévez eingewechselt wurde. Bei der Copa América 2004 stand Medina zwar im Aufgebot, blieb allerdings ohne Einsatz.